# LUX 033
LUX 033 fue un evento de artes marciales mixtas producido por LUX Fight League, que se llevó a cabo el 30 de junio de 2023 en el Teatro Explanada de Puebla de Zaragoza, Puebla, México.

## Antecedentes
El evento estelar contó con una pelea por el vacante Campeonato de Peso Gallo de LUX entre José Roura y Rodolfo Rubio, ex retadores al título en eventos pasados.
La pelea coestelar contó con un combate de peso pluma entre Francesco Patrón y Luis Meraz.

## Resultados
1. ↑  Por el Campeonato de Peso Gallo de LUX